# كأس ملك إسبانيا 1941
كأس ملك إسبانيا 1941 (بالإسبانية: Copa del Generalísimo de fútbol 1941)‏ هو موسم من كأس ملك إسبانيا. أقيم بتاريخ 1941، وفاز فيه نادي فالنسيا.